# Milijarda (EP)
Milijarda je prvi EP Milice Pavlović. Izdao ga je Senorita Music. Nakon albuma, izašla je i kompilacija spotova Milice Pavlović, Milijarda Videography.

## Popis pjesama
| Br. | Skladba                            | Trajanje |
| --- | ---------------------------------- | -------- |
| 1.  | »Ona nosi Pradu«                   | 2:58     |
| 2.  | »Gospode moj«                      | 3:36     |
| 3.  | »Praštaj«                          | 4:08     |
| 4.  | »Spavaćica (Cavalier Remix)«       | 3:13     |
| 5.  | »Srce porodično (BG Arena - Live)« | 4:28     |

## Izdanja
| Regija | Datum             | Format(i) | Izdavač        |
| ------ | ----------------- | --------- | -------------- |
| Srbija | 13. svibnja 2024. | USB stick | Senorita Music |